# La Cadière-d'Azur
La Cadière-d'Azur è un comune francese di 5 402 abitanti situato nel dipartimento del Var della regione della Provenza-Alpi-Costa Azzurra.

## Società

### Evoluzione demografica
Abitanti censiti